# St. Thekla (Welden)

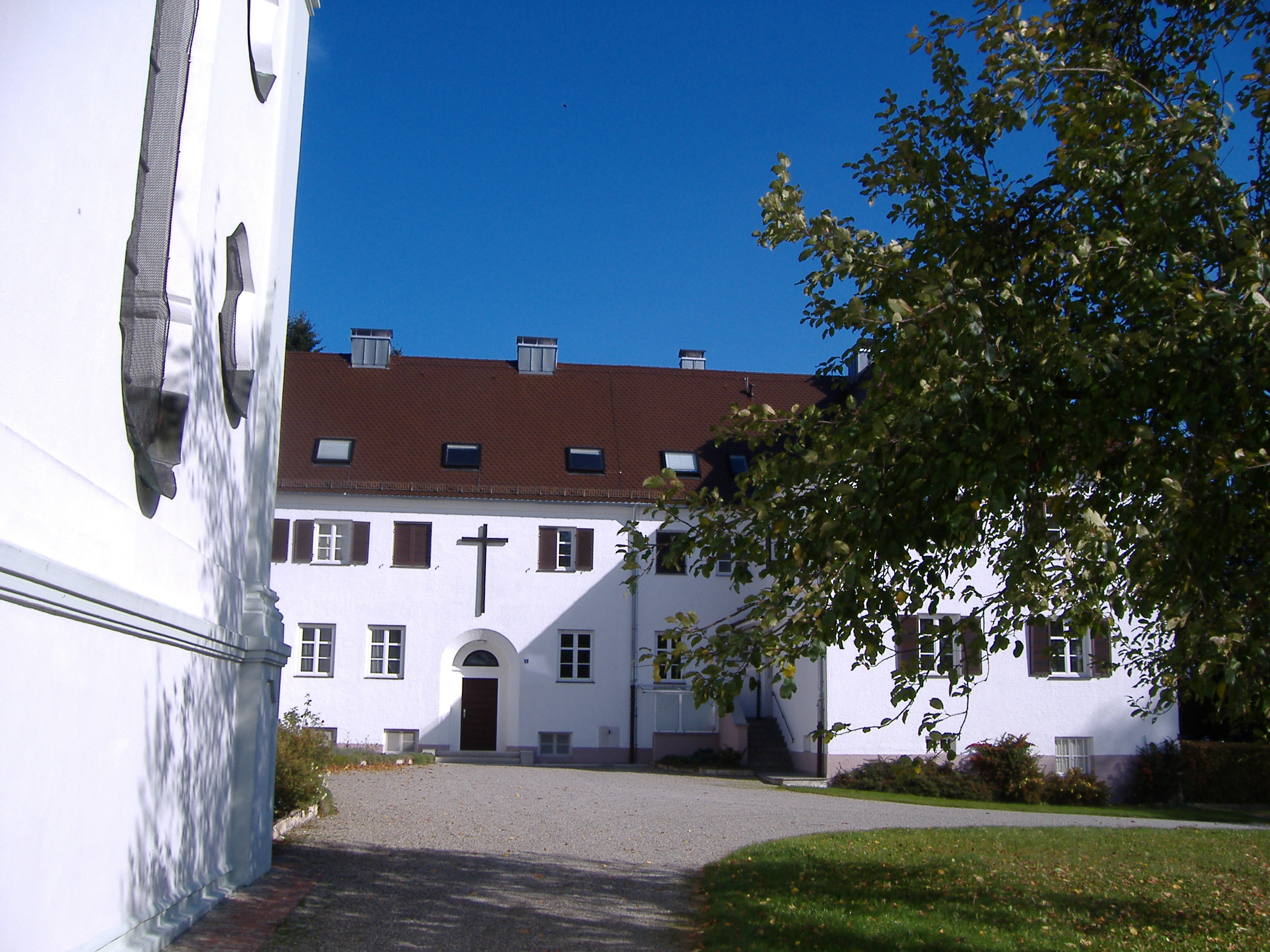
Kloster der Karmelitinnen

Die Votivkirche St. Thekla liegt neben einem mittelalterlichen Burgstall über dem Markt Welden im Landkreis Augsburg (Schwaben). Der Rokokobau des Baumeisters Johann Adam Dossenberger dient seit 1929 dem Karmelitenorden als Klosterkirche.

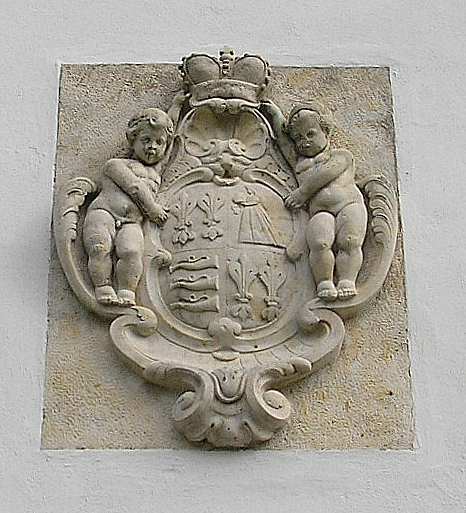
Fuggerwappen an der Westfassade

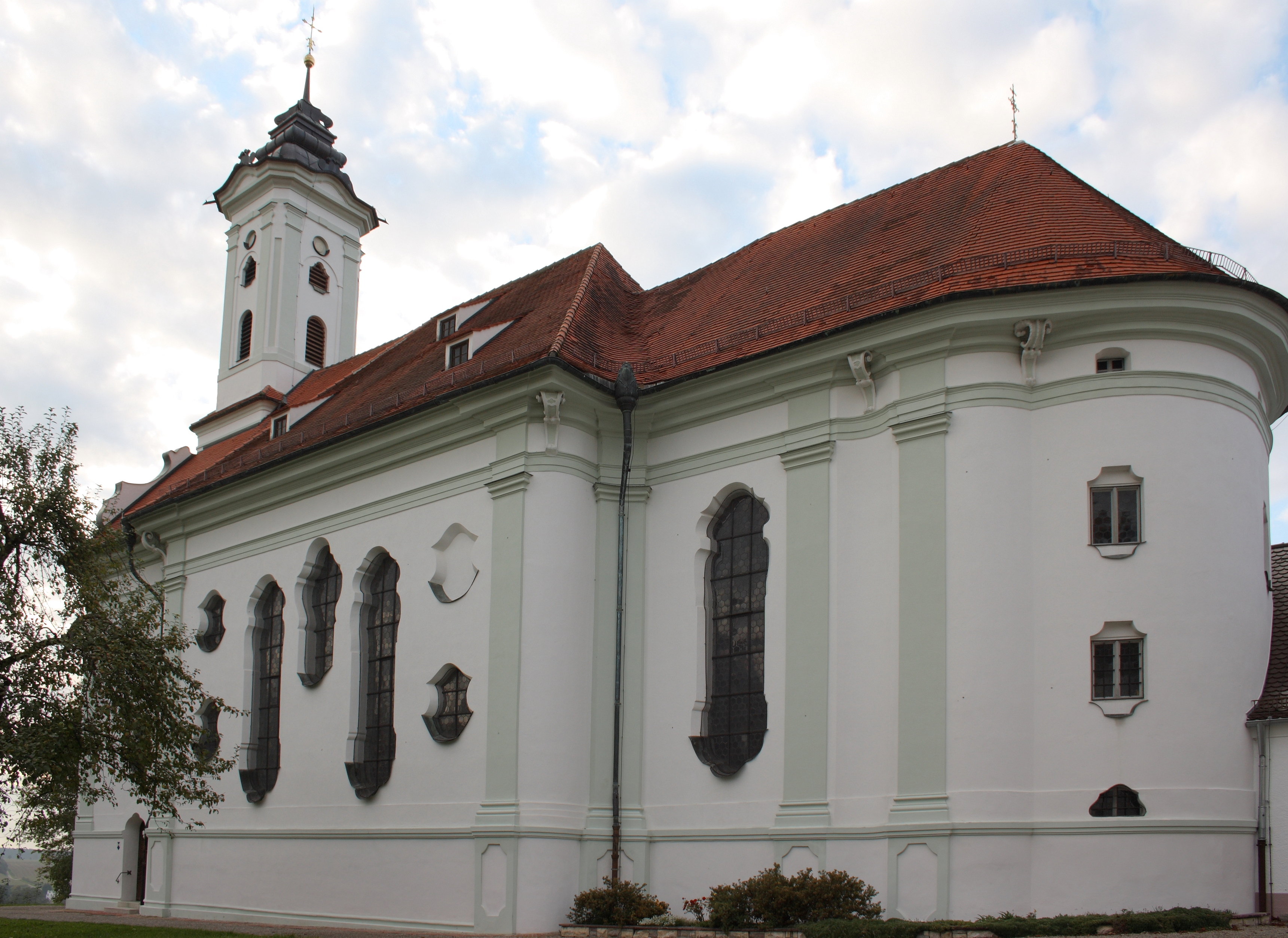
Seitenansicht

Kirchenpatronin ist die Hl. Thekla von Ikonium.

## Geschichte
Die Kirche entstand ab 1756 nach Plänen Hans Adam Dossenbergers aus dem nahen Wollishausen. Als Stifter des Gotteshauses ist Graf Joseph Maria Fugger von Wellenburg überliefert. Ein Votivbild in der Kirche zeigt einen angeblichen Blutsturz des Grafen, den er 1755 auf der Jagd erlitten haben soll. Tatsächlich geht das Gelübde wohl auf die Bedrängnis zurück, die der Adelige durch die über ihn verhängte Reichsacht erleiden musste. Nach dem Scheitern seiner Ehe scheint er von Verwandten seiner Frau am Kaiserhof in Wien verleumdet worden zu sein. Kaiser Franz I. hob die Acht erst 1754 wieder auf und setzte den Grafen in seine alten Rechte ein.
Bereits 1753 ließ der ehemalige Grundherr auf seine Kosten im Wald zwischen Bonstetten und Heretsried eine hölzerne Kapelle errichten, die aber bereits 1755 wieder abgebrochen wurde. Anschließend gab der Stifter auf dem Theklaberg eine weitere Holzkapelle in Auftrag, die als Muster für einen steinernen Neubau dienen sollte. Fugger taufte das Areal damals auf den Namen „Neuleblang“ um.
Im Oktober 1755 begannen die Handwerker mit dem Abbruch des Bergfriedes der ehemaligen Burg auf dem Hügelrücken. Die Steine sollen dann allerdings doch nicht für den Kirchenbau verwendet worden sein. Die Grundsteinlegung der Votivkirche erfolgte am Geburtstag des Grafen, dem Jakobustag (25. Juli) 1756 durch den Augsburger Weihbischof Franz Xaver Freiherr Adelmann von Adelmannsfelden.
Der Kirchenbau konnte schon am 19. September 1758 geweiht werden. Dossenberger erhielt insgesamt 6600 Gulden Entlohnung. An Stelle des heutigen Klosters der Karmelitinnen waren ein kleines Jagdschloss und das Benefiziatenhaus an den Sakralbau angebaut. Insgesamt dürften sich die Baukosten auf etwa 60.000 bis 70.000 Gulden belaufen haben. Zur Finanzierung wurden die Lehenswaldungen zu zwei Dritteln abgeschlagen und das Holz verkauft.
1759 starb der Baumeister Dossenberger im Alter von nur 43 Jahren. Sein Bruder und Erbe Josef erhielt in der Endabrechnung nochmals 586 Gulden. 1845 brach man das Jagdschloss neben der Kirche ab. Das Benefizium war schon 1814 aufgehoben worden, erst im Jahr 1900 fiel auch das Benefiziatenhaus der Spitzhacke zum Opfer.
1894 übereignete Carl Fürst Fugger von Babenhausen die Votivkirche der Gemeinde Welden. Nach der Umbettung des Leichnamens des Stifters nach Babenhausen war die Kirche für die fürstliche Familie nutzlos. Die Schenkung erfolgte unter der Androhung eines Abbruches, falls man das Geschenk nicht annehmen wolle. Der Fürst stattete das Gotteshaus immerhin mit einem Baufonds von 1000 Mark aus.
1913 wurde St. Thekla der Fuggerschen Stiftungsadministration übereignet, da der Marktgemeinde der Bauunterhalt zu teuer wurde. 1929/31 baute man das kleine Kloster der Unbeschuhten Karmelitinnen an. Das Gotteshaus dient seitdem als Klosterkirche.
Größere Restaurierungsmaßnahmen wurden 1896/97, 1913, 1956 und 1973/74 durchgeführt. Die letzte Sanierung wurde durch größere Bauschäden notwendig, die eine statische Sicherung durch Betonfundamente und Einbauten bedingten. Damals wurde auch das eiserne Sicherheitsgitter unter der Empore eingebracht, das heute meist den Eintritt in den Kirchenraum verwehrt.

## Beschreibung
Die Votivkirche liegt weithin sichtbar auf dem ehemaligen Burgberg über dem Laugnatal. Der langgestreckte Baukörper misst von Westen nach Osten 33,5 Meter. Die Gliederung besteht aus flachen Pilastern, einem hohen Sockelstreifen mit begleitendem Mauerband und einem Architrav über der Fensterzone. Die Außenwände des Langhauses schwingen leicht aus.
Der Turm steigt über der Westfassade aus dem Dachwerk und wird von einer originellen Kupferhaube abgeschlossen, die an Vorbilder in Österreich (Jakob Prandtauer) erinnert. Der Dachfirst des Chores ist ungefähr zwei Meter gegenüber dem Langhausdach erniedrigt. Der eingezogene Chor schließt halbrund. In diesem nochmals etwas eingezogenen Bauteil ist die Sakristei untergebracht. Ursprünglich sollte der Schluss allerdings als Altarraum dienen. Im Norden führt eine Wendeltreppe ins Obergeschoss, das ehemals die Priesterwohnung beherbergte. Das Innere wird durch zahlreiche geschweifte Fensteröffnungen unterschiedlicher Größe belichtet. Über dem Westportal halten zwei Putten das Fuggerwappen mit der Grafenkrone.
Der Umriss des Baukörpers und die Bauformen erinnern an die Bauten von Dominikus Zimmermann, besonders an die Günzburger Frauenkirche. Trotz dieser Einflüsse gilt die Votivkirche als das Hauptwerk Dossenbergers und als der bedeutendste Kirchenbau des Landkreises Augsburg.

### Innenraum

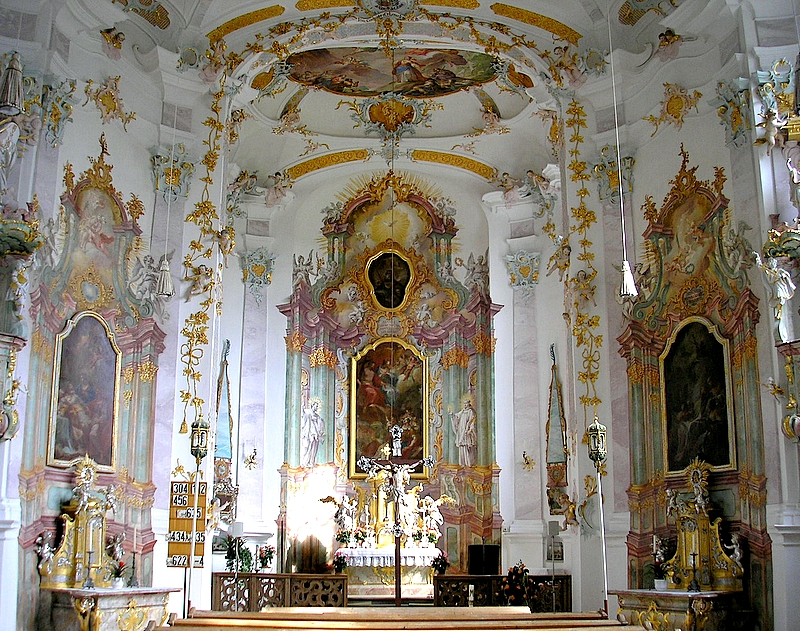
Chor und Seitenaltäre

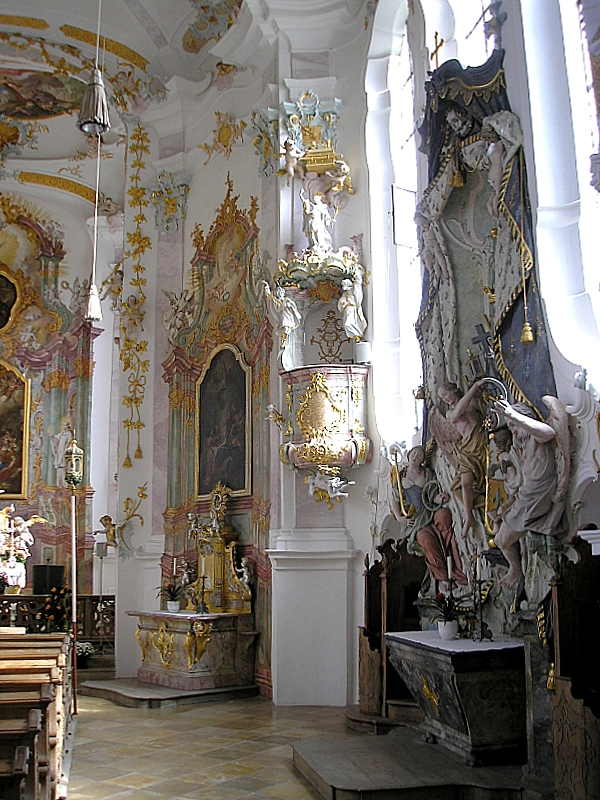
Nördliche Gegenseite mit der zweiten Kanzel

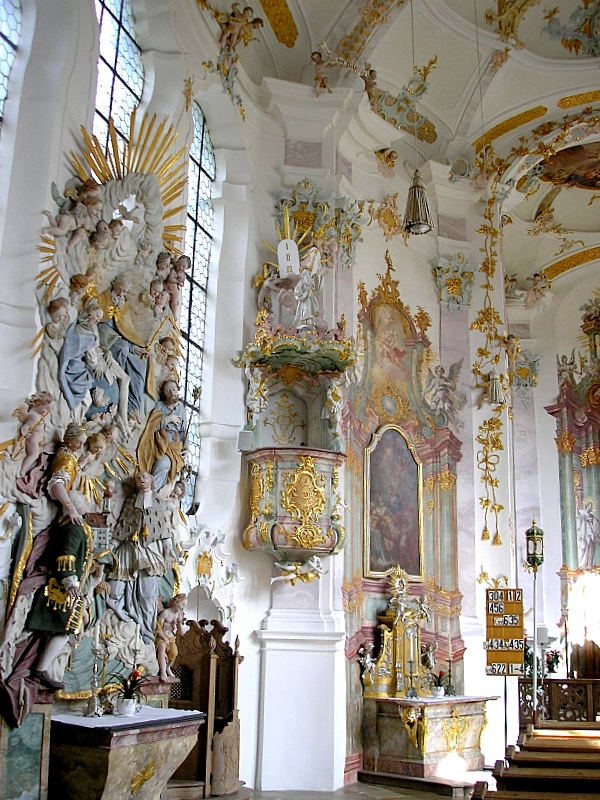
Südseite des Langhauses

Auch der Innenraum wird als eine der besten Raumschöpfungen des Rokoko in Bayerisch-Schwaben angesehen. Vor die ausgerundeten Ecken des pilastergegliederten Langhaussaales sind dünne, schalenartige Wände gestellt. Über einer hohen Kehle schließt eine Spiegeldecke den Raum ab. Der Chorraum ist flach überkuppelt und schließt in einer halbrunden Nische mit einer Fachwerkrückwand.
Die verspielten Stuckaturen Franz Xaver Feichtmayrs d. Ä. und Johann Michael Dreyers entstanden 1758. Als Hauptmotive erkennt man Rocaillen, Blatt- und Blütenzweige, Putten und Engelsköpfe. Über dem Chorbogen umrahmt eine Rocaillekartusche das Fuggerwappen und die Initialen des Stifters: J.M.S.R.I J.C.F.D.W. ( = Joseph Maria Sacri Romani Imperii Comes Fugger de Wellenburg).
Die Fresken im Chor, an der unteren Emporendecke und in den Anräumen des zweiten Obergeschosses schuf der Donauwörther Meister Johann Baptist Enderle (1758/59).
Das große Langhausfresko wurde früher fälschlich Franz Joseph Maucher aus Augsburg zugeschrieben. Ausführender Künstler war jedoch Balthasar Riepp aus Reutte in Tirol, dessen Entwurfskizze sich in Privatbesitz erhalten hat. Das Werk zeigt die hl. Thekla in ihrer Verklärung. Um die Kirchenpatronin sind weitere Heilige angeordnet, so etwa die hll. Barbara, Katharina, Cäcilia und Agnes.
Das Chorbild schildert die Speisung der Armen durch die hl. Thekla, der ein schwebender Engel eine Schüssel reicht. Einige Figurengruppen wurden von Enderle offenbar nach Vorlagen von Johann Georg Bergmüller und Johann Evangelist Holzer gestaltet.
Enderle schuf auch die illusionistischen Wandmalereien um die in Öl gemalten Altarblätter, die reale Altaraufbauten ersetzen. Der Hochaltar schwingt scheinbar bühnenartig in den Raum. Zwischen den Säulen- und Pilasterpaaren stehen gemalte Statuen der Heiligen Johannes von Nepomuk und Franz Xaver. Das Altarblatt zeigt den Tod der Heiligen (sig. Balthasar Riepp, 1758).
Die Seitenaltäre zeigen nur einfache Säulenstellungen. Auf den nicht signierten Altarblättern erkennt man rechts den Tod des hl. Joseph, links den Tod des hl. Jakobus d. Ä.

### Ausstattung
In der Mitte der Langhausseitenwände stehen zwei ungewöhnliche Stuckaltäre des italienischen Bildhauers Domenico Ferretti (1759). Der nördliche „Stifteraltar“ zeigt den knienden Grafen Fugger nahezu vollplastisch mit dem Kirchenmodell und der hl. Theka, die ihm die Hand auf die Schulter legt. Der südliche „Stiftungsaltar“ präsentiert die gräfliche Grabtumba mit dem Bahrtuch, einem Obelisken und zahlreichen Begräbnisemblemen. Die aufgemalten Signaturen Ferrettis wurden 1897 oder später erneuert bzw. ergänzt.
Ungewöhnlich ist auch das Kanzelpaar aus Stuck an den vorderen Ansätzen der Ausrundung des Langhauses. Die Körbe und Schalldeckel tragen reichen Zierrat aus Rocaillekartuschen, Putten und pilasterartigen Bändern. Als Bekrönung schweben Putten über den Holzfiguren des Moses (Nordkanzel) und der hl. Thekla.
Neben einigen Ölbildern des 18. Jahrhunderts ist besonders das Votivbild mit der Darstellung des angeblichen Blutsturzes des Stifters im Chor zu erwähnen. Der Graf sitzt blutend im Wald. In einer Rocaillekartusche stehen die Worte: EX VOTO / Joseph Maria Graf Fugger / von Wöllenburg / den 2:ten August 1755.

## Orgel
Das Orgelgehäuse trägt ein Medaillon mit den Initialen des Stifters und der Jahreszahl des Erbauungsjahres „1763“. Die Dekorationen bestehen aus Lambrequins, Rocaillen und einer Kartusche mit dem gräflichen Wappen. Die Orgel wurde von Johann Andreas Stein geschaffen und ist die einzige erhaltene Orgel des Orgel- und Klavierbauers. Das mechanische Schleifladen-Instrument hat folgende Disposition:
| Manual C–c3 |                    |    |
| 1.          | Coppel             | 8′ |
| 2.          | Waldflöthen Baß    | 8′ |
| 3.          | Waldflöten Discant | 4′ |
| 4.          | Principal          | 4′ |
| 5.          | Flöthen            | 4′ |
| 6.          | Quint              | 3′ |
| 7.          | Mixtur IV          |    |

| Pedal C–g0 |        |     |
| 8.         | Subbaß | 16′ |

- Koppel: I/P

## Geläut
Im Kirchturm hängen drei Glocken aus dem 18. Jahrhundert:
| Glocke | Gussjahr | Gießer                                      | Durchmesser | 0Höhe0 | Inschrift |
| ------ | -------- | ------------------------------------------- | ----------- | ------ | --- |
| 1      | 1711     | Johann Weber, Augsburg                      | 98 cm       | 80 cm  | SVBERG: ILLVSTRISS: DOM: D: MAX: ANT: AEGI: FUGG: A KIRCH: ET WEISS: DOM: IN WASSER: BIB: WOLL: WELD: GAB: ROTTENB: GOTENAV BVRW: REINH: ET WALD. |
| 2      | 1711     | Johann Weber, Augsburg                      | 80 cm       | 65 cm  | SVBERG: ILLVSTRISS: DOM: D: MAX: ANT: AEGI: FUGG: A KIRCH: ET WEISS: DOM: IN WASSER: BIB: WOLL: WELD: GAB: ROTTENB: GOTENAV BVRW: REINH: ET WALD. |
| 3      | 1755     | Abraham Brandtmair und Franz Kern, Augsburg | 45 cm       | 40 cm  | ZV EHR DER HEILIGEN THECLA AVF DEM NEVLEBLANGSBERG NEBST WELTEN DEDIICIERET/ VND VERSCHAFFET VON MIR JOSEPH MARIA GRAF FUGGER VON WELLENBURG.     |